# Golf van Maine
De Golf van Maine (Engels: Gulf of Maine) is een 179.000 km² grote baai in de Atlantische Oceaan aan de oostkust van Noord-Amerika.
De Golf van Maine strekt zich uit van Cape Cod in Massachusetts (Verenigde Staten) tot Cape Sable Island in Nova Scotia (Canada). Het omvat de gehele kustlijn van de staten New Hampshire en Maine, de kustlijn van Massachusetts ten noorden van Cape Cod en de zuidelijke en westelijke kustlijnen van de Canadese provincies New Brunswick en Nova Scotia.
De Massachusetts Bay en de Fundybaai maken deel uit van de Golf van Maine. Bij de Fundybaai is het grootste verschil tussen eb en vloed ter wereld.